# Europejska jednostka zapachowa
Jedna europejska jednostka zapachowa (European Odour Unit, ouE) w metrze sześciennym, to – zgodnie z normą PN-EN 13725:2007 – takie stężenie odoranta lub mieszaniny odorantów, które odpowiada zespołowemu progowi wyczuwalności zapachu (Odour Threshold, cod,th).
c od,th  =  1 ouE/m3.
Ustalono, że jednej jednostce zapachowej odpowiada masa 123 μg n-butanolu, uznanego za odorant odniesienia:
EROM  (European Reference Odour Mass)  =  123 μg n-butanolu.
Stężenie zapachowe (cod [ouE/m3]) jest wielokrotnością progu. Mierzy się je określając stopień rozcieńczenia (Z), konieczny dla jego osiągnięcia. Do rozcieńczania są stosowane olfaktometry dynamiczne. Osiągnięcie progu wyczuwalności (prawdopodobieństwo wyczucia zapachu: 50%, rozcieńczenie Z50%) jest stwierdzane przez "zespół" (nie mniej niż 4 osoby). Członkowie zespołu muszą spełniać kryteria sprawności sensorycznej (określone w normie).
Pojęcia i symbole, stosowane przed normalizacją
Przed ustanowieniem PN-EN 13725 w polskim piśmiennictwie stosowano:
- zamiast „stężenie zapachowe (cod [ouE/m3])” – określenia t.j. „liczba jednostek zapachowych (LJZ [jz/m3])”[4], „liczba jednostek zapachu (LJZ [JZ/m3])”, „liczba jednostek odoru (LJO [jo/m3])” i inne (wzorowane na „Threshold Odour Number, TON”),
- zamiast „próg wyczuwalności (cod,th)” – określenia „stężenie progowe  wyczuwalności” (SPW) lub „stężenie odpowiadające progowi wyczuwalności węchowej” (SPWW).